# Euprenolepis steeli
Euprenolepis steeli är en myrart som först beskrevs av Auguste-Henri Forel 1910.  Euprenolepis steeli ingår i släktet Euprenolepis och familjen myror. Inga underarter finns listade i Catalogue of Life.